# Moviment de les espelmes a Corea del Sud (2016-2017)

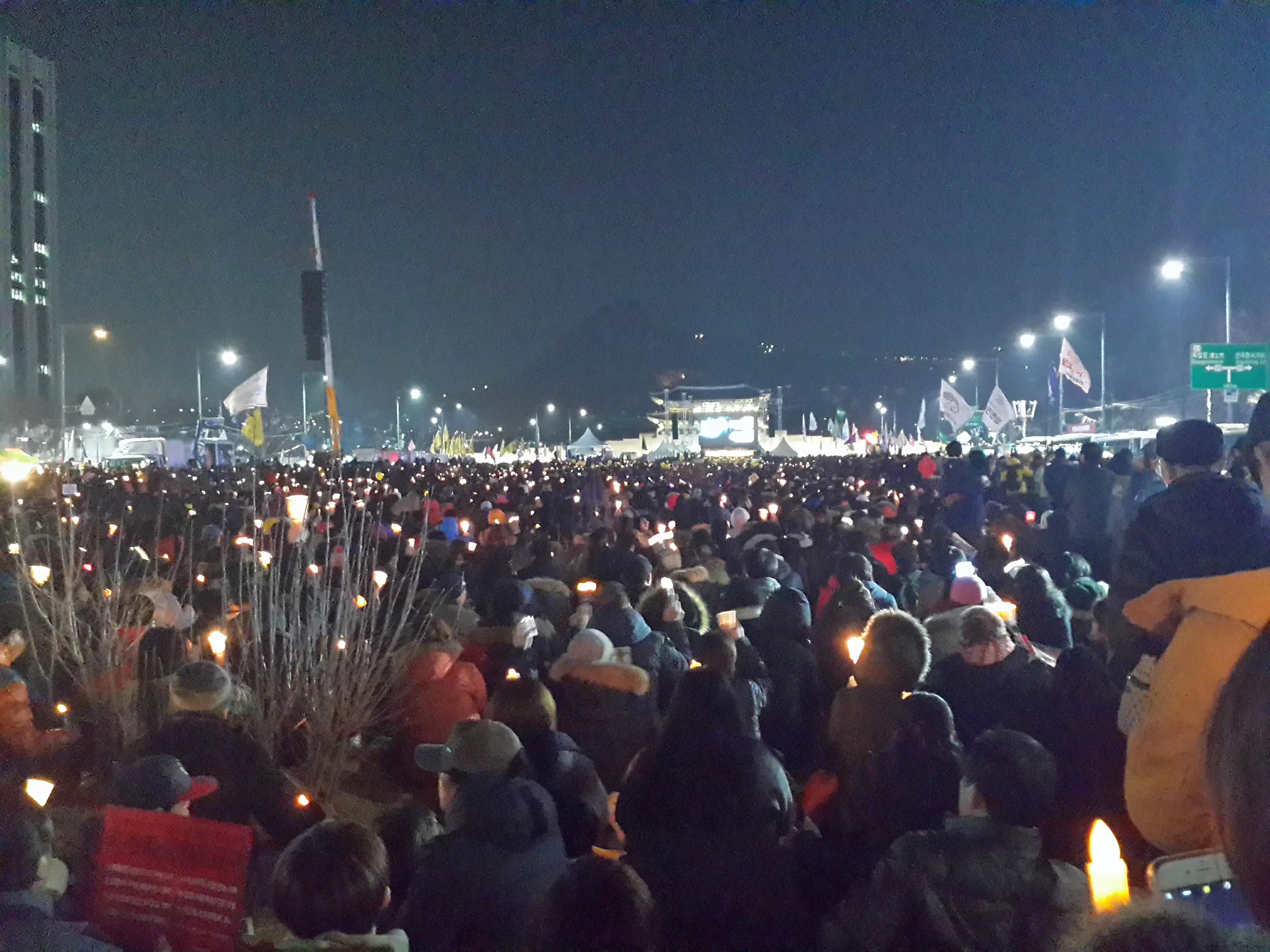
Protesta amb espelmes en contra de Park Geun-hye a Seül, 7 de gener de 2017

Des d'octubre de 2016 han tingut lloc a Corea del Sud una sèrie de protestes en contra de la presidenta Park Geun-hye. Després de les manifestacions inicials del 26 d'octubre de 2016, milers de coreans van denunciar l'escàndol polític de l'administració Park i van demanar la seva dimissió.
Al mateix temps, també hi ha hagut al país una sèrie de protestes per part dels seguidors de la presidenta. Després de l'impeachment de Park Geun-hye per càrrecs de corrupció el desembre 2016, van augmentar les manifestacions per part dels seus seguidors, juntament amb una mobilització de centenars de milers de persones contràries a la presidenta. D'aquesta manera, el país ha quedat dividit pels conflictes creixents entre seguidors i adversaris de la presidenta.

## Context
L'octubre de 2016 un escàndol polític va implicar la presidenta Park Geun-hye, relacionat amb Choi Soon-sil, coneguda com la Rasputina i que sense tenir cap càrrec oficial, va ser acusada de tenir accés a informació i documents confidencialst. Choi i altres persones de l'entorn de la presidenta haurien utilitzat la seva influència per extorsionar 700 milions d'euros de les grans famílies empresàries del país. També està acusada de malversació de fons per usos familiars, que tenen a veure amb les activitats de la seva filla Chung Yoo-ra a Alemanya.
El 3 de desembre de 2016, tres partits d'oposició es van posar d'acord per introduir una proposta d'impeachment en contra de Park Geun-hye. La proposta, que va ser signada per 171 dels 300 diputats, va ser sotmesa a votació el 9 de desembre de 2016, aprovant-se amb 234 vots, superant així la majoria necessària de 2/3. Posteriorment, el Tribunal Constitucional de Corea va decidir sobre la legalitat de l'impreachment. L'impeachment a Park Geun-hye va ser confirmat el 10 de març de 2017, fet que va provocar manifestacions de suport cada cop més multitudinàries, sobre tot a Seül.
Pel que fa a víctimes i ferits, l'11 de març de 2017, segons la policia van morir tres persones i algunes dotzenes van resultar ferides en enfrontaments entre els seguidors de Park i la policia, després que el Tribunal Constitucional de Corea es pronunciés a favor de l'impeachment.

## Protestes a favor i en contra de Park Geun-hye

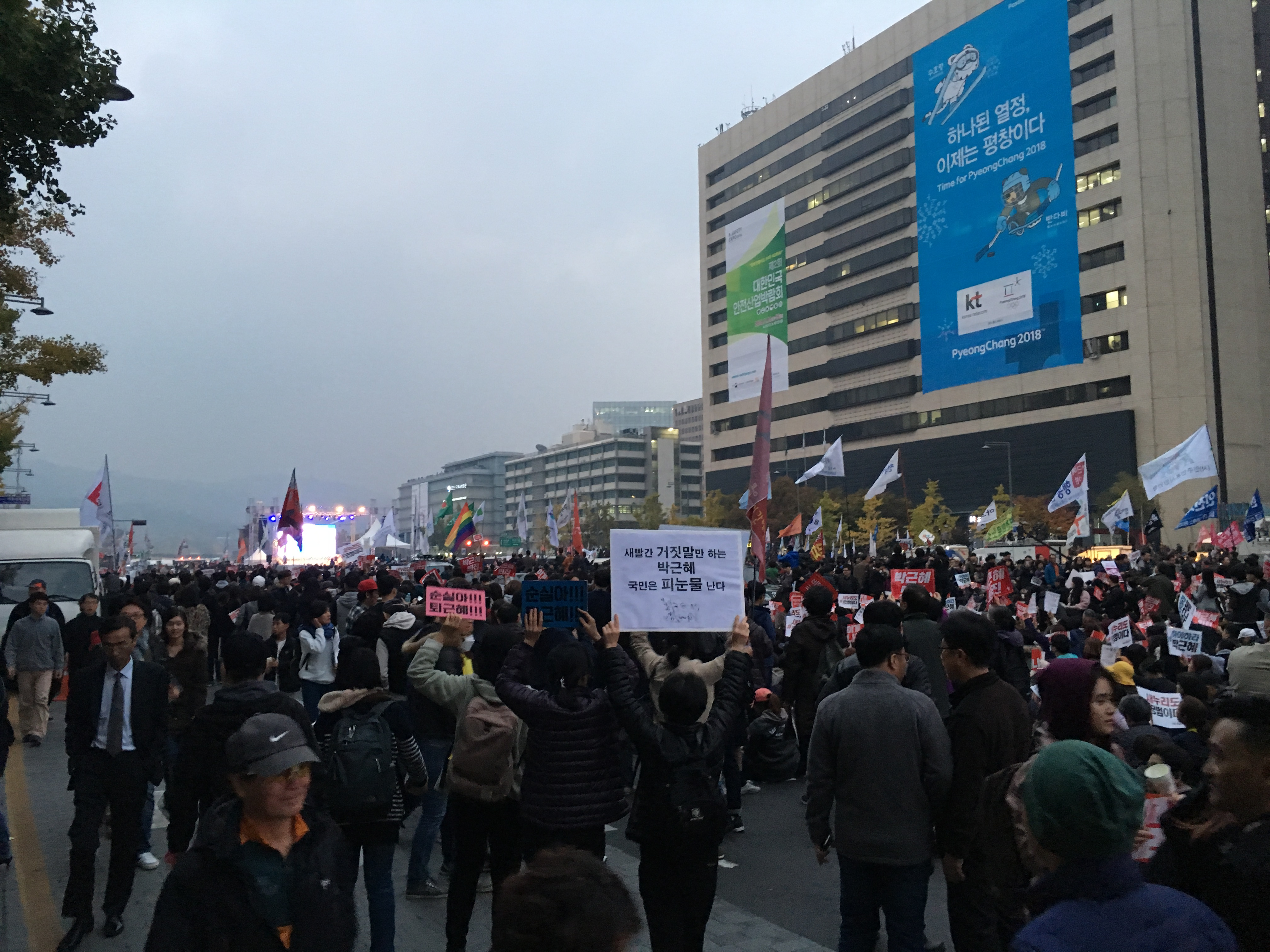
Manifestants protesten a Seül el 5 de novembre de 2016

El 28 de novembre de 2016, 1.9 milions de persones van prendre els carrers del país en contra la presidenta Park, essent considerada la manifestació més gràn de la història del país. Per la seva banda, el 31 d'octubre de 2016 els seguidors de Park Geun-hye es van concentrar davant de la seu de l'empresa de mitjans de comunicació JTBC, reclamant una cobertura més objectiva sobre l'escàndol. El 19 de novembre milers de persones van escenificar el seu suport a la presidenta. El 17 de desembre, els seguidors de Park van portar a terme una manifestació important a Seül, aproximadament 1 milió de persones segons els organitzadors, que van culpar als mitjans de comunicació per provocar un sentiment contra Park.
El 24 de desembre, 550,000 persones van demanant l'extracció immediata de la presidenta. També el 31 de desembre, més d'un milió de persones van sortir al carrer, portar el nombre acumulatiu de persones que han assistit a les protestes des d'octubre a 10 milions, la protesta setmanal més gran en la història del país. Les protestes van continuar el primer dissabte de 2017 (el 7 gener), amb centenars de milers de manifestants contra Park Geun-hye i contra les investigacions sobre l'enfosament d'un transborador que va acabar amb 300 morts. A les 7 pm (10:00 GMT) centenars de balons grocs van ser alliberats i els manifestants van bufar les espelmes que portaven com a gest simbòlic per aquesta qüestió. Afrontant neu i fred, les manifestacions van seguir setmanalment al gener i al febrer. Mentrestant, el 14 de gener de 2017, els partidaris de la presidenta afirmen que 1.2 milions de persones van reunir-se a Seül central, demanant que el Tribunal Constitucional havia de refusar l'impeachment. Aquestes xifres han estat criticades i considerades com exagerades.
El 4 de febrer, el moviment de les espelmes va arribar al 100è dia de protestes. L'11 de febrer va haver-hi manifestacions multitudinàries a favor i en contra de l'impeachment. El 17 de febrer el vicepresident de Samsung va ser arrestat per corrupció i l'endemà 700,000 persones van sortir al carrer. El 25 de febrer de nou va haver-hi manifestacions multitudinàries rivals sobre l'impeachment de Park Geun-hye. I el mateix va succeir al març. Gairebé 20,000 agents de policia van ser desplegats per controlar i per separar els manifestants.

## Nombre de manifestants
| Data          | contra Park Geun-hye    | contra Park Geun-hye         | contra Park Geun-hye | Número de policies | a favor de Park Geun-hye | a favor de Park Geun-hye     | a favor de Park Geun-hye              |
| Data          | Estimació de la policia | Estimació dels organitzadors | Estimació de Seül    | Número de policies | Estimació de la policia  | Estimació dels organitzadors | Estimació dels mitjans de comunicació |
| ------------- | ----------------------- | ---------------------------- | -------------------- | ------------------ | ------------------------ | ---------------------------- | ------------------------------------- |
| 29-Oct-16     | 12,000                  | 50,000                       | 4,800                |                    |                          |                              |                                       |
| 5-Nov-16      | 45,000                  | 300,000                      | 17,600               |                    |                          |                              |                                       |
| 12-Nov-16     | 260,000                 | 1,060,000                    | 1,320,000            | 25,000             |                          |                              |                                       |
| 19-Nov-16     | Com a mínim 155,000     | 960,000                      | 220,000              | 11,000             | 67,000                   |                              |                                       |
| 26-Nov-16     | 330,000                 | 1,900,000-2,000,000          | 1,660,000            | 25,000             |                          |                              |                                       |
| 3-Dec-16      | Més de 424,000          | Com a mínim 2,300,000        | 1,880,000            | 20,000             | 1,500                    | 15,000                       |                                       |
| 10-Dec-16     | 166,000                 | 1,043,400                    | 790,000              | 18,000             | 40,000                   | 213,000                      |                                       |
| 17-Dec-16     | 77,000                  | 770,000                      | 18,240               | 30,000             | 1,000,000                |                              |                                       |
| 24-Dec-16     | 53,000                  | 702,000                      | 14,700               | 21,000             | 1,700,000                |                              |                                       |
| 31-Dec-16     | 60,000                  | 1,104,000                    | 18,400               | 17,000             | 725,000                  |                              |                                       |
| 7-Jan-17      | 38,000                  | 643,380                      | 14,720               | 37,000             | 1,000,000                |                              |                                       |
| 14-Jan-17     | Desconegut              | 146,700                      | 14,700               | Desconegut         | 1,200,000                |                              |                                       |
| 21-Jan-17     | Desconegut              | 353,400                      | 15,500               | Desconegut         | 1,500,000                |                              |                                       |
| 4-Feb-17      | Desconegut              | 425,500                      | 14,600               | Desconegut         | 1,300,000                |                              |                                       |
| 11-Feb-17     | Desconegut              | 750,000                      | 16,000               | Desconegut         | 2,100,000                |                              |                                       |
| 18-Feb-17     | Desconegut              | 700,000                      | 15,200               | Desconegut         | "2,500,000"              |                              |                                       |
| 25-Feb-17     | Desconegut              | 1,000,000                    | 15,200-17,000        | Desconegut         | "3,000,000"              |                              |                                       |
| 1-Mar-17      | Desconegut              | 300,000                      | Desconegut           | Desconegut         | "5,000,000"              |                              |                                       |
| 4-Mar-17      | Desconegut              | 900,000                      | 15,900               | Desconegut         | "5,000,000"              |                              |                                       |
| 8 a 11-Mar-17 | Desconegut              | 700,000                      | 16,000               | Desconegut         | "7,000,000"              |                              |                                       |